# Sujata Massey
Sujata Massey (Sussex, 4 marzo 1964) è una scrittrice statunitense d'origine britannica.

## Biografia
Nata nel 1964 nel Sussex da padre indiano e madre tedesca, all'età di 5 anni è emigrata negli Stati Uniti.
Laureata all'Università Johns Hopkins nel 1986, ha lavorato diversi anni al quotidiano The Baltimore Sun dove ha pubblicato i primi racconti.
Trasferitasi in Giappone, ha insegnato inglese prima d'esordire nella narrativa nel 1997 con il primo capitolo della serie poliziesca Rei Shimura, The Salaryman's Wife, vincitore l'anno successivo del Premio Agatha
Autrice anche di romanzi storici, vive e lavora con la famiglia a Baltimora, nel Maryland.

## Opere

### Serie Rei Shimura
- The Salaryman's Wife (1997)
- Lo zen e l'arte dell'omicidio (Zen Attitude, 1998), Milano, Il Giallo Mondadori N. 2872, 2005 traduzione di Diana Fonticoli
- Fiori neri (The Flower Master, 1999), Milano, Il Giallo Mondadori N. 2893, 2006 traduzione di Diana Fonticoli
- The Floating Girl (2000)
- The Bride's Kimono (2001)
- The Samurai's Daughter (2003)
- The Pearl Diver (2004)
- The Typhoon Lover (2005)
- Girl in a Box (2006)
- Shimura Trouble (2008)
- The Kizuna Coast (2014)

### Serie Perveen Mistry
- Le vedove di Malabar Hill (The Widows of Malabar Hill), Vicenza, Neri Pozza, 2018 traduzione di Laura Prandino ISBN 978-88-545-1752-3.
- La pietra lunare di Satapur (The Satapur Moonstone), Vicenza, Neri Pozza, 2019 traduzione di Laura Prandino ISBN 978-88-545-1913-8.
- The Bombay Prince 2021 Lingua	Inglese

ISBN-10	1641291052
ISBN-13	978-1641291057

### Altri romanzi
- L'amante di Calcutta (The Sleeping Dictionary, 2013), Vicenza, Neri Pozza, 2014 traduzione di Laura Prandino ISBN 978-88-545-0736-4.

## Alcuni riconoscimenti
- Premio Agatha per il miglior romanzo d'esordio: 1998 per The Salaryman's Wife
- Premio Macavity per il miglior romanzo: 2000 per Fiori neri
- Premio Macavity per il miglior romanzo storico: 2019 per Le vedove di Malabar Hill
- Premio Mary Higgins Clark: 2019 per Le vedove di Malabar Hill